# A mulher moderna: trabalhos de propaganda
A mulher moderna: trabalhos de propaganda é um livro de Josefina Álvares de Azevedo, publicado em 1891, pela tipografia Montenegro.
A obra é dividida em quatro partes: O voto feminino; "Emancipação da mulher"; "Artigos diversos"; e "Respostas".

## Edições
Em 2018, a Coleção Escritoras do Brasil, sob a curadoria da Biblioteca do Senado Federal produziu uma nova edição.